# Bro gozh ma zadoù
Bro gozh ma zadoù is het volkslied van Bretagne, Frankrijk. Het is op dezelfde melodie als Hen Wlad fy Nhadau, het volkslied van Wales geschreven. Het lied wordt voornamelijk gebruikt tijdens sportwedstrijden.

## Geschiedenis
De Bretonse tekst is de creatie van François Jaffrennou, die het schreef in 1897, onder de muziek die gecomponeerd was door James James die het lied onder de naam "Hen Wlad Fy Nhadau" in Pontypridd, Wales schreef. Het nieuwe Bretonse lied was voor het eerst openbaar gemaakt in 1898 en ging rond als "Henvelidigez" ("Adaptatie"). Het was gekozen als het nationale volkslied (en als eerbetoon aan de Welshmen voor de vriendschap tussen de twee Keltische landen) in 1903, op het Congres voor de Union Régionaliste Bretonne, gehouden in Lesneven, Bretagne. Maurice Duhamel paste het aan voor de piano, en het werd voor het eerst opgenomen door Pathé in 1910.
In november 2021 werd het lied het officiële volkslied van Bretagne met een nieuwe aanpassing door Frédérique Lory, gespeeld door het Orchestre National de Bretagne (Nationale Orkest van Bretagne) in samenwerking met Comité Bro Gozh ma Zadoù een Coop Breizh.

## Tekst
Ni, Breizhiz a galon, karomp hon gwir vro!
Brudet eo an Arvor dre ar bed tro-dro.
Dispont 'kreiz ar brezel, hon tadoù ken mat,
A skuilhas eviti o gwad.
O! Breizh, ma bro, me 'gar ma bro.
Tra ma vo mor 'vel mur 'n he zro,
Ra vezo digabestr ma bro!
O! Breizh, ma bro, me 'gar ma bro.
Tra ma vo mor 'vel mur 'n he zro,
Ra vezo digabestr ma bro!
Breizh, douar ar Sent[b] Kozh, douar ar varzhed,
N'eus bro all a garan kement 'barzh ar bed.
Pep menez, pep traoñienn d'am c'halon zo ker,
Eno 'kousk meur a Vreizhad taer![c]
Refrein
Ar Vretoned 'zo[d] tud kalet ha kreñv.
N'eus pobl ken kalonek a-zindan an neñv.
Gwerz trist, son dudius a ziwan enno.
O! pegen kaer ez[e] out, ma bro!
Refrein
Mard eo bet trec'het Breizh er brezelioù bras,
He yezh a zo bepred ken bev ha biskoazh,
He c'halon virvidik a lamm c'hoazh 'n he c'hreiz.
Dihunet out bremañ, ma Breizh!
Refrein 2x